# Падший ангел (Секретные материалы)
«Падший ангел» (англ. «Fallen Angel») — десятый эпизод первого сезона сериала «Секретные материалы», главные герои которого — Фокс Малдер (Дэвид Духовны) и Дана Скалли (Джиллиан Андерсон), агенты ФБР, расследующие сложно поддающиеся научному объяснению преступления, называемые «Секретными материалами». В данном эпизоде, Малдер, получив информацию от Глубокой Глотки, отправляется в Висконсин, где Министерство обороны США поспешно пытается скрыть следы недавнего крушения НЛО и ликвидировать его невидимого невооруженным глазом пилота. Там же Малдер встречается с Максом Фенигом, уфологом-любителем, который, как предполагает Малдер, когда-то стал жертвой похищения инопланетян. Эпизод позволяет более подробно раскрыть основную «мифологию сериала», заданную в пилотной серии.
Премьера состоялась 19 ноября 1993 на телеканале FOX. От критиков эпизод получил смешанные отзывы и обусловил некоторые дальнейшие сюжетные повороты, тогда как персонаж Макса Фенига появился в дальнейших эпизодах.

## Сюжет
В лесу рядом с городком Таунсенд в штате Висконсин терпит крушение НЛО. Когда помощник шерифа прибывает на место, его убивает невидимка. За аварией наблюдают ВВС США, находящиеся на радиолокационной станции в штате Колорадо. Полковник Келвин Хендерсон, военный эксперт по НЛО, приказывает считать происшествие падением метеора. Затем он начинает операцию по прикрытию и зачистке места крушения, которая преподносится местному населению как ликвидация последствий крушения товарного поезда с химикатами.
Малдер, по наводке  Глубокой Глотки, прибывает в Таунсенд и скрытно проникает в лес. Фотографируя, как люди Хендерсона зачищают место аварии, агент попадает в руки военных. На гаупвахте Малдер знакомится с чудаковатым представителем Национального исследовательского комитета по надземным феноменам (НИКпНФ) по имени Макс Фениг, также пойманного в лесу. Фениг признаётся, что является поклонником Малдера и следил за его карьерой, так как расходы Малдера на командировки являются публичной информацией. На следующее утро Скалли вызволяет коллегу и заявляет, что на самом деле потерпел крушение ливийский истребитель с ядерной боеголовкой на борту, но Малдер не принимает это объяснение. Тем временем невидимый хозяин НЛО пересекает электронное ограждение, установленное вокруг места крушения, и сбегает во внешний мир.
Агенты возвращаются в мотель, где Малдер снял комнату, и застают там Макса, порывшегося в вещах агента. Разобравшись, агенты в трейлере Макса прослушивают перехваченную им аудиозапись последнего сеанса связи помощника шерифа, сразу после крушения. Малдер и Скалли навещают вдову помощника, которая рассказывает, что правительство не отдает ей тело её мужа и принуждает её к молчанию. Агенты также встречаются с доктором, осматривавшим убитого полицейского и члена штурмовой команды, по показаниям которого выходит, что убитые умерли от аномальных сильных ожогов. Он также признается в том, что его запугивали. Хендерсон прибывает в больницу с группой обожженных солдат, которые были атакованы после того, как загнали в угол невидимого пришельца на своей базе.
Малдер возвращается к мотелю и обнаруживает Макса в его трейлере — у того случился эпилептический приступ. Когда Малдер склоняется к Максу, он обнаруживает за ухом уфолога таинственный шрам. Прежде Малдер сталкивался в «Секретных материалах» с подобными шрамами в делах пары людей, утверждавших, что их похитили пришельцы. Тем не менее, Скалли считает, что «похищение» Макса — результат его шизофрении и галлюцинация: она заметила в трейлере парня соответствующие медицинские препараты. Но Малдер уверен, что Макс, несмотря на его увлечение НЛО, совершенно не помнит случившегося с ним, и в Таунсенд, в ночь крушения, его заманили его похитители.
ВВС обнаруживает над Таунсендом НЛО больше прежнего. Невидимый пришелец забирается в трейлер к Максу и похищает его. В трейлер приходят агенты ФБР, замечают пропажу Фенига, но по армейскому каналу сообщают, что уфолог переместился к береговой линии. Малдер и Скалли мчатся на спасение Макса, а люди Хендерсона тем временем уже обыскивают территорию в поисках Фенига. Пришелец убивает двух солдат, случайно столкнувшихся с Максом, заставляя того скрыться на складе. Малдер находит Фенига внутри здания, окруженного солдатами Хендерсона, и пытается успокоить уфолога, но его атакует и ранит пришелец. Малдер видит, как Фениг уплывает вверх в столбе света перед тем, как исчезнуть. Когда Хендерсон обнаруживает пропажу Макса, он приказывает арестовать Малдера.
Позже в Вашингтоне оба агента докладывают шефу отделения МакГрафу о происшедшем, но он им не верит. МакГраф делает Малдеру особо строгий выговор и представляет письменные показания Хендерсона: тело Фенига было обнаружено в грузовом контейнере. МакГраф и Дисциплинарный совет решают закрыть «Секретные материалы» и уволить Малдера. Но Глубокая Глотка накладывает вето на решение, понимая, что для них опаснее отпустить Малдера и тем самым позволить ему рассказать то, что он знает, чем позволить агенту продолжить свою работу.

## Производство
Эпизод предвещает закрытие «Секретных материалов», которое состоится в конце первого сезона. Однако, по утверждению сценариста Говарда Гордона, «они и понятия не имели, что это произойдет». По словам Гордона, одной из основных целей серии было напомнить зрителю, что первоначальной целью приписания Скалли к «Секретным материалам» была научная обоснованная дискредитация работы Малдера. Крис Картер также был очень доволен расширением роли Глубокой Глотки.
Эпизод является одним из трёх появлений в сериале Скотта Беллиса в роли Макса Фенига. Он появится в четвёртом сезоне, где в двух сериях («Время летит» и «Макс») будет раскрыта судьба персонажа, после его исчезновения в этом эпизоде. Он же положил начало к знакомству с «Одинокими стрелками», которая состоится в эпизоде «В.Б.О.» . Бейсболка персонажа с надписью «НИКпНФ» позже будет заметна в офисе Малдера в эпизоде «Где-то за морем». Линн Кэрроу, директор по кастингу, очень гордилась Скоттом Беллисом, сыгравшим Макса Фенига. Позже, в 1995 году она назвала его одной из своих самых удачных находок для сериалов. В свою очередь, Крис Картер положительно отозвался об исполнении Маршаллом Беллом роли полковника Хендерсона.
Сцены, изображавшие Вашингтон, снимались в Университете Саймона Фрейзера (Британская Колумбия). Съёмки оказались сложной задачей из-за ограниченной территории, не позволявшей свободно разместить всё необходимое оборудование. Гораздо проще оказалось «создать» радиолокационную станцию. Для этого на студии, в пустом зале была поставлена стена с лампочками, мониторами, кнопками и рычажками.
В качестве антагониста эпизода был выбран невидимка, обладающий способностью убивать людей при помощи сильного радиоактивного воздействия. Невидимость, по утверждению писателя Фрэнка Ловече, является прямой отсылкой к фильму «Хищник». Крис Картер же говорил, что невидимым пришельца сделали преднамеренно, для большего устрашения. Сценарий предусматривал внешний вид, напоминающий динозавра, но размером с человека. В сцене прорыва пришельца через электронное ограждение, где наиболее отчетливо за весь эпизод видны контуры персонажа, его сыграла танцовщица, так как создатели считали, что их замысел сможет лучше передать именно женщина. Для создания нужной формы тела костюмеры одели её в костюм оранжевого цвета, набитый подушками. По воспоминаниям специалиста сериала по спецэффектам Мэтта Бека, внешне это выглядело очень смешно: большая заострённая голова (для этой цели понадобился велосипедный шлем), горб на спине и вытянутый зад. В пост-производственный период эта форма была размыта и искажена, так что финальным результатом Бек остался очень доволен. А вот доработка кадров левитирующего перед собственным похищением Фенига не потребовалась. Актёр был поднят в воздух при помощи струн для пианино, которые были настолько тонкими, что их нельзя было увидеть в кадре, и поэтому компьютерные спецэффекты в этой сцене не понадобились.

## Эфир и отзывы
Премьера эпизода состоялась на канале Fox network on 19 ноября 1993 года. Рейтинг Нильсена составил 5,4 балла с долей в 9,0, означающий, что примерно 5,4 процента из всех оборудованных телевизором домозяйств в США  и 9 процентов от всех домохозяйств, смотревших телевизор в тот вечер, были настроены на премьеру эпизода. Количество домохозяйств, смотревших премьеру, оценивается в 5,1 миллиона, что стало (и осталось) рекордно низким результатом за всю историю сериала.
От критиков «Падший ангел» получил смешанные отзывы. В ретроспективном обзоре первого сезона журнал «Entertainment Weekly» присвоил серии оценку «B+» (3,5 балла из 4-х), снабдив следующим описанием: «Круто смотрящийся эпизод, который пока что лучше всех остальных освещает положение агентов относительно правительства». Также журнал назвал Макса Фенига «предвестником Одиноких стрелков». Кит Фиппс, колумнист «The A.V. Club», поставил эпизоду аналогичную оценку, отметив важность Макса Фенига как знака «человеческих жертв в результате темных делишек». По словам Фиппса, без Макса это была бы просто серия о Малдере и Скалли, тщетно гоняющихся за таинственным, сбитым объектом. Фениг же даёт понять зрителю ставки, за которые борются агенты. Мэтт Хэй в статье для «Den of Geek» напротив отозвался негативно, назвав эпизод «банальными 40 минутами», которые «не производят впечатления», так как эпизод следует по проторённой предыдущими «мифологическими» эпизодами дорожке. Невысокую оценку серии поставили и писатели Роберт Ширман и Ларс Пирсон в книге «Желая верить: Критический путеводитель по Секретным материалам, Тысячелетию и Одиноким стрелкам» (англ. Wanting to Believe: A Critical Guide to The X-Files, Millennium & The Lone Gunmen), удостоив эпизод лишь трех звёзд из возможных пяти. Авторы сочли сюжет «статичным», хоть и развлекательным, а к числу ярких моментов отнесли актёрскую игру Духовны и более подробное раскрытие мотивов Глубокой Глотки в финальной сцене.